# Agusta A.106
Agusta A106 — многоцелевой вертолёт.
Вертолёт создан компанией «Agusta». Первый полёт совершил в 1965 году. Были построены только два прототипа № MM5001N и № MM5002N. Производство предсерийной партии из 5 вертолётов было отменено  военно-морским флотом Италии в 1973 году.

## Тактико-технические характеристики
- Силовая установка: 1 x ТВД Turbomeca-Agusta TAA 230 мощностью на валу 224кВт,
- диаметр несущего винта: 9.50 м,
- длина с вращающимися винтами: 9.50 м,
- высота: 2.50 м,
- взлётный вес: 1400кг,
- вес пустого: 590кг,
- максимальная скорость: 176 км/ч,
- крейсерская скорость: 167 км/ч,
- статический потолок с учётом влияния земли: 3000 м,
- дальность полёта с максимальным запасом топлива: 740 км,
- вооружение: 2 торпеды Mk.44, или 10 глубинных бомб, или 2 пулемёта калибра 7.62 мм и 10 ракет калибра 80 мм